# 河野一隆
河野 一隆（かわの かずたか、1966年 - ）は、日本の考古学者。専門は石製品、国家形成、古墳時代。

## 略歴
福岡県出身。福岡県立修猷館高等学校を経て、1989年京都大学文学部を卒業。1992年京都大学大学院文学研究科考古学専攻修士課程を修了。
京都府埋蔵文化財調査研究センター、独立行政法人国立文化財機構九州国立博物館学芸部企画課文化交流展室長・資料室長・文化財課長、東京国立博物館学芸研究部課長などを経て、2019年九州国立博物館学芸部部長。2023年東京国立博物館学芸研究部部長に就任。

## 編著書
- 『考古学と暦年代』（西川寿勝共編、ミネルヴァ書房、2003年）
- 『王墓と装飾墓の比較考古学』（同成社、2022年）
- 『装飾古墳の謎』（文藝春秋、2023年）
- 『王墓の謎』（講談社、2024年）